# Mona (voi)
Mona (sinh khoảng năm 1951 - mất năm 21 tháng 6 năm 2007) là một con voi châu Á nặng 7.800 pound (Elephas maximus) sống tại Sở thú Birmingham ở Birmingham, bang Alabama, Hoa Kỳ. Độ tuổi chính xác của Mona gây tranh cãi vì theo các quan chức sở thú, nó được sinh ra trong tự nhiên khoảng năm 1947. Tuy vậy, cuốn sách về giống loài của Hiệp hội Sở thú và Thủy cung lại cho kết quả Mona sinh khoảng năm 1951.
Nó sinh sống tại Miami, Florida, Hoa Kỳ trong khoảng hai năm trước khi chính thức được cho ra mắt tại Birmingham vào ngày 4 tháng 7 năm 1955, nhân dịp Sở thú mở cửa trở lại tại địa điểm hiện nay, tại Lane Park. Mona khoảng 55 hoặc 56 năm tuổi khi qua đời. Tuổi thọ trung bình của voi cái của giống voi châu Á trong tự nhiên ước tính là khoảng 60 năm. Trong điều kiện nuôi nhốt, tuổi thọ này chỉ vào khoảng 43 tuổi. Một số con voi sống ngoài Hoa Kỳ sống hơn 70 năm trong điều kiện nuôi nhốt.
Trong thời gian sống tại sở thú, Mona sinh sống một khu vực được quây kín rộng khoảng 100 mét vuông với quyền đi lại tự do vào hai chuồng có sàn làm bằng bê tông trong tòa nhà dành cho các loài động vật có lớp da dày của sở thú. Ảnh hưởng của sàn bê tông đối với những con voi sinh sống trong điều kiện nuôi nhốt đã được chứng minh là không tốt cho voi và bàn chân của Mona bị tổn hại nặng nề bởi Bệnh chân voi trong sở thú.
Các hoạt động khác Mona yêu thích bao gồm vẽ tranh và chơi nhạc. Để thưởng cho Mona mỗi lần dạy nó các kỹ năng này, sở thú cho nó ăn kẹo dẻo hình Peep, Altoid và đậu phộng. Nó cũng được tặng một chiếc bánh dưa hấu lớn và một số đồ chơi mỗi năm vào ngày 7 tháng 7, ngày được chọn để làm ngày sinh nhật của nó.
Vào ngày 18 tháng 6 năm 2007, các nhân viên sở thú đã phát hiện ra Mona không thể tự mình đứng lên và hỗ trợ nó đứng dậy bằng dây. Sau đó, nó được quan sát liên tục trong 24 giờ, được đánh giá là có sức khỏe cũng như tinh thần tốt. Tuy vậy, sau hai ngày, Mona cho thấy nó không muốn đứng dậy và các bác sĩ của sở thú sau khi tham vấn các nhân viên đã ra quyết định trợ tử cho Mona. Nó qua đời vào lúc 10 giờ 30 phút sáng ngày 21 tháng 6 năm 2007.